# Зиги
Зѝги (на гръцки: Ζύγι) е село в Кипър, окръг Ларнака. Според статистическата служба на Република Кипър през 2001 г. селото има 505 жители.